# Mount Hope, Kansas
Mount Hope är en ort i Sedgwick County i Kansas. Vid 2020 års folkräkning hade Mount Hope 806 invånare.